# Конде сир Вегр
Конде сир Вегр (фр. Condé-sur-Vesgre) је насељено место у Француској у региону Париски регион, у департману Ивлен.
По подацима из 2011. године у општини је живело 1149 становника, а густина насељености је износила 107,28 становника/km².

## Демографија
| 1962. | 1968. | 1975. | 1982. | 1990. | 2011. |
| ----- | ----- | ----- | ----- | ----- | ----- |
| 258   | 261   | 405   | 525   | 828   | 1.149 |